# Hola món

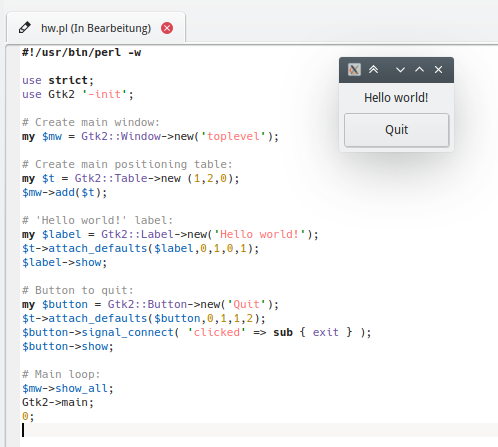
Interfície gràfica d'usuari amb el programa "Hola món" en el llenguatge Perl.

Un programa "hola món" és un programa d'ordinador que simplement imprimeix el text "Hola, món!" (en anglès "Hello, world!") a un dispositiu de sortida (normalment el monitor). En algunes tradicions, especialment en el món anglosaxó, és el primer exercici típic per a estudiants d'un llenguatge de programació.

## Exemples

### EnAda
```
 
with
 
Text_Io
;

 
use
 
Text_Io
;

 
procedure
 
Hola_Mon
 
is
 
 
begin

 
Put_Line
(
"Hola món!"
);

 
end
 
Hola_Mon
;

```

### EnAwk
```
BEGIN
 
{

 
print
 
"Hello, world!"

 
exit

}

```

O en una comanda d'una sola línia:
```
BEGIN
 
{
 
print
 
"Hello, world!"
 
;
 
exit
 
}

```

### EnBASH
```
#!/bin/bash

echo
 
"Hola món!"

```

### EnBASIC
```
PRINT "Hola món!"
```

### EnBCPL
```
GET "LIBHDR" 
LET START () BE
$(
WRITES ("Hola mon!*N")
$)
```

### EnBrainfuck
```
++++++++++

[

 
>
+++++++
>
+++++++++++
>
+++
>
+
<<<<
-

]
 Bucle: inicialitza posicions d'(1) a (4) amb valors ASCII propers als necessitats

 (1) per majúscules 70; (2) per minúscules 110; (3) per l'espai 32; (4) per nova línia 10

>
++
.
 'H'

>
+
.
 'o'

---
.
 'l'

-----------
.
 'a'

>
++
.
 (espai)

<<
+++++
.
 'M'

>
++++++++++++++
.
 'o' (sense accent per limitacions tècniques)

-
.
 'n'

>
+
.
 '!'

>
.
 (nova línia)

```

Limitació: A Brainfuck els valors de cada byte van des de -128 a 127, només els valors positius codifiquen caràcters ASCII, per tant no es poden escriure caràcters d'ASCII extens com 'ó'.
El programa també es pot escriure sense comentaris ni salts de línia:
```
++++++++++
[
>
+++++++
>
+++++++++++
>
+++
>
+
<<<<
-
]
>
++
.
>
+
.
---
.
-----------
.
>
++
.
<<
+++++
.
>
++++++++++++++
.
-
.
>
+
.
>
.

```

### EnC
```
#include
 
<stdio.h>

main
()

{

 
printf
(
"Hola món!
\n
"
);

}

```

o, en els estàndards actuals:
```
#include
 
<stdio.h>

int
 
main
(
void
)

{

 
printf
(
"Hola món!
\n
"
);

 
return
 
0
;

}

```

### EnC++
```
#include
 
<iostream>

main
(
void
)

{

 
std
::
cout
 
<<
 
"Hola món!"
 
<<
 
std
::
endl
;

}

```

Encara que també es pot escriure així:
```
#include
 
<iostream>

using
 
namespace
 
std
;

int
 
main
()

{

 
cout
 
<<
 
"Hola món!"
 
<<
 
endl
;

}

```

### EnCOBOL
```
 IDENT
IFICATION
 
DIVISION
.

 Progr
am-Id
.
 
Hola-Món
.

 ENVIR
ONMENT
 
DIVISION
.

 DATA 
DIVISION
.

 PROCE
DURE
 
DIVISION
.

 Main.

 DISPL
AY
 
"Hola Món!"
.

 STOP 
RUN
.

```

### EnC#
```
 
using
 
System
;

 
class
 
MainClass

 
{

 
public
 
static
 
void
 
Main
()

 
{

 
Console
.
WriteLine
(
"Hola món!"
);

 
}

 
}

```

### EnD
```
import std.stdio;
void main()
{
writefln("Hola món!");
}
```

### EnDelphi
```
program PHolaMon;
uses
Dialogs;
begin
MessageDlg('Hola món!', mtInformation, [mbOK], 0);
end.
```

### EnEiffel
```
class HOLA_MUNDO
create
make
feature
make is
do
io.put_string("%nHola món!%N")
end
end -- HOLA_MUNDO
```

### EnFortran
```
 
PROGRAM 
HOLA

 
WRITE
 
(
*
,
100
)

 
STOP

 
100
 
FORMAT
 
(
' Hola món! '
 
/
)

 
END

```

o, en la versió Fortran77,
```
 
PROGRAM 
HOLA

 
PRINT
*
,
 
'Hola món!'

 
END

```

### EnGame Maker Language

#### Opció 1 (amb package "Windows Dialogs")
```
{
wd_message_simple('Hola món!')
}
```

#### Opció 2
```
{
global.39dll = argument0
global.function = external_define(global.39dll,'message',dll_cdecl,ty_real,ty_real)
return external_call(global.function,0)
}
```

### EnGo_(llenguatge_de_programació)
```
 
package
 
main

import
 
"fmt"

func
 
main
()
 
{

 
fmt
.
Println
(
"Hola món!"
)

}

```

### EnHTML
```
 
<
html
>

 
<
head
>

 
<
title
>
Hola món!
</
title
>

 
</
head
>

 
<
body
>

<
p
>

 hola món!

</
p
>

 
</
body
>

 
</
html
>

```

### EnHTML5
```
<!DOCTYPE HTML>
<html>
<head>
<title>Hola món!</title>
</head>
<body>
<header>Hola món!</header>
<nav></nav>

<section>

<article>
</article>

</section>

<footer>
</footer>
</body>
</html>
```

### En IHTML
```
<!iHTML CACHE=TRUE>
<iSET message="Hola món">
<html>
<head>
<title>:message</title>
</head>
<body>
¡:message
</body>
</html>
```

### EnJava
```
 
public
 
class
 
HolaMon
 
{

 
public
 
static
 
void
 
main
(
String
[]
 
args
)
 
{

 
System
.
out
.
println
(
"Hola món!"
);

 
}

 
}

```

### EnJavaScript
```
 
document
.
write
(
'Hola món!'
);

```

o amb una alerta
```
 
alert
(
'Hola món!'
);

```

que, dins una pàgina web (en HTML) quedaria
```
 
<
html
>

 
<
head
>

 
<
title
>
Hola món!
</
title
>

 
</
head
>

 
<
body
>

<
p
>

<
script
 
language
=
"JavaScript"
>

<!--

 
document
.
write
(
'Hola món!'
);

 
-->

 
</
script
>

 
</
p
>

 
</
body
>

 
</
html
>

```

o bé
```
 
<
html
>

 
<
head
>

 
<
title
>
Hola món!
</
title
>

 
</
head
>

 
<
body
>

 
<
script
 
language
=
"JavaScript"
>

 
<!--

 
alert
(
'Hola món!'
);

 
-->

 
</
script
>

 
</
body
>

 
</
html
>

```

### EnLaTeX
```
\documentclass
{
article
}

\begin
{
document
}

Hola m
\'
on!

\end
{
document
}

```

### EnLOGO
```
ESCRIU [Hola món!]
```

### EnPascal
```
 
program
 
hola_mon
;

 
begin

 
writeln
(
'Hola món!'
)
;

 
end
.

```

### EnPerl
```
 
#!/usr/bin/perl

print
 
"Hola món!\n"

```

### EnPHP
```
 
<?php

 
echo
 
"Hola món!"
;

 
?>

```

o bé:
```
 
<?php

 
print
 
"Hola món!"
;

 
?>

```

que, dins una pàgina web (en HTML) quedaria
```
<html>
<head>
<title>Hola, món!</title>
</head>
<body>

<
p
>

<
?php
echo "Hola, món!";
?
>

<
/p
>

</body>
</html>
```

### EnPython
Fins a la versió 2.7:
```
 
print
 
"Hola món!"

```

A partir de la versió 3:
```
print
(
"Hola món!"
)

```

### EnRuby
```
 
puts
 
"Hola món!"

```

### EnRust
```
 
println!
(
"Hola món!"
);

```

### EnSeed7
```
$ include "seed7_05.s7i";
```

```
const proc: main is func
begin
writeln("Hola_món!");
end func;
```

### EnTeX
```
Hola m
\'
on!

\bye

```

### EnVBScript
```
DOCUMENT.WRITE('Hola, món!')
```

que, dins una pàgina web (en HTML) quedaria
```
<html>
<body>
<script language="VBScript">
DOCUMENT.WRITE('Hola, món!')
</script>
</body>
</html>
```